# Емма Філдінг Бейкер
Емма Тайлер Філдінг Бейкер (5 грудня 1828 - 20 січень 1916)  була членом ндіанського племені могеґанів Пеквот, якій у 1992 році було посмертно присвоєно звання могеґанської медичної жінки. Жінки-медики були носіями культури і мали глибокі знання племінних звичаїв та хороші лідерські якості. Вона також була історикинею племен та церемоніальною лідеркою племені могеґанів.

## Рання життя та сім’я
Бейкер народилася в селі Могеґан (нині форт Шанток, Монтвілл, штат Коннектикут) 5 грудня 1828 року у сім'ї Френсіса Філдінга та Рейчел Комменвас Госкотт і був одним із десяти дітей. Будучи дорослою, Бейкер допомагала зберігати історичні записи та усні перекази, ставши таким чином відомою як носіка культури. Бейкер одружилася з могеґаном на ім’я Генрі Ґрінвуд Бейкер 30 листопада 1854 р. Він став батьком її восьми дітей.

## Лідерство всередині племені
У 1860 році Бейкер служила президентом швейного товариства "Церковні дами", яке вважалося допоміжним відділом Церкви Могеґану. Ця група жінок працювала над збереженням могеґанської культури і, в рамках своєї матріархальної ролі в племені, розглядала нових вождів та вирішувала земельні претензії. Ця група регулярно збиралась у церкві Могеґану у Монвіллі, штат Коннектіикут. Однією з дій Бейкер на посаді президента було відновлення стародавнього Фестивалю зеленої кукурудзи під назвою "Вігвам-фестиваль" ("вігвам", що означає "ласкаво просимо"). Цей фестиваль продовжується донині як святкування племінної культури могеґанів і проводиться щороку протягом третіх вихідних в серпні. Оскільки Фестиваль зеленої кукурудзи могеґанів мав проводитись на території Церкви конгрегацій Могеґану (земля якої належала племінному володінню), це забезпечило солідарність племені в наступні роки, коли земля резервації врешті-решт була розподілена. Бейкер також працювала вчителем недільної школи в церкві Могеґану.
Бейкер була обрана президентом Індіанської ліги могеґанів у 1896 р  Вона представляла націю могеґанів перед цілком білим, повністю чоловічим  законодавчим органом штату Коннектикут як частину спроби захистити землю могеґанів та священні місця. Також вона очолювала племінну раду могеґанів та задокументувала факти осквернення королівського могильника в Нориді. Бейкер також позичила деякі "індіанські реліквії" в галереї мистецтв Конверсе в Норвічі, штат Коннектикут, для демонстрації на честь річниці міста в суботу, 3 липня 1909 року; цей показ був під кураторством Дочок американської революції. Через тривалий час після смерті вона була обрана посмертно членом Жіночої зали слави штату Коннектикут у 1994 році.

## Пізніше життя та спадщина
Бейкер була "нану" (наставницею або шанованою старшою жінкою) для своєї племінниці Гледіс Тантаквіджун, навчаючи її племінній духовності та фітотерапії, про які Бейкер дізналася у Марти Ункас, її бабусі.
Бейкер померла 20 січня 1916 року і похована у могильнику Шанток в Ункасвіллі, штат Коннектикут. Бейкер була замальована у 2017 році художником Адамом Чемберсом, коли він створив її портрет для одного з одинадцяти орнаментів, щоб прикрасити одне з 56 дерев, що представляють кожен штат та територію США, у Президентському парку у Вашингтоні, округ Колумбія. Вона була символом пропаганди толерантності та різноманітності.
Ральф В. Стерджес (1918-2007), правнук Бейкер, сприяв сприянню племені могеґанів у будівництві казино Могеґан-Сан на 240 гектарах землі резервації племені в Ункасвіллі, штат Коннектикут. Казино було відкрито 12 жовтня 1996 року, через вісімдесят років після смерті Бейкер. За рахунок доходів від цього казино плем’я могеґанів змогло внести 10 мільйонів доларів в Смітсонівський інститут на будівництво Національного музею американських індіанців.

## Галерея
|  |
|  |

|  |
|  |

|  |
|  |

| |
| Obituary of Emma Tyler Fielding Baker (Mrs. Henry G. Baker) from the "Norwich Bulletin," January 24, 1916. |